# Felix Stridsberg-Usterud
Felix Stridsberg-Usterud (ur. 3 listopada 1994 w Oslo) – norweski narciarz dowolny, specjalizujący się w slopestyle'u. W 2013 roku zdobył złoty medal podczas mistrzostw świata juniorów w Valmalenco. Na rozgrywanych dwa lata później. mistrzostwach świata w Kreischbergu zajął 17. miejsce. Najlepsze wyniki w Pucharze Świata osiągnął w sezonie 2016/2017, kiedy w klasyfikacji slopestyle'u zdobył Małą Kryształową Kulę. Nie brał udziału w igrzyskach olimpijskich.

## Osiągnięcia

### Mistrzostwa świata
| Miejsce | Dzień       | Rok  | Miejscowość   | Konkurencja | Zwycięzca      |
| ------- | ----------- | ---- | ------------- | ----------- | -------------- |
| 17.     | 21 stycznia | 2015 | Kreischberg   | Slopestyle  | Fabian Bösch   |
| 40.     | 19 marca    | 2017 | Sierra Nevada | Slopestyle  | McRae Williams |

### Puchar Świata

#### Miejsca w klasyfikacji generalnej
- sezon 2012/2013: 96.
- sezon 2013/2014: 244.
- sezon 2014/2015: 36.
- sezon 2015/2016: 36.
- sezon 2016/2017: 28.

#### Miejsca na podium w zawodach
1. Sierra Nevada – 23 marca 2013 (slopestyle) – 3. miejsce
2. Silvaplana – 14 marca 2015 (slopestyle) – 1. miejsce
3. Voss – 25 marca 2017 (slopestyle) – 3. miejsce